# 公海艦隊自沉事件
在第一次世界大战结束后的1919年6月21日，德意志帝國海軍公海艦隊的水手們，在被扣留於蘇格蘭奥克尼群岛的斯卡帕湾皇家海軍基地期間，鑿沉了艦隊船艦。這群艦隊當時受康邊停戰協定條款影響而遭英國扣留、而最終處置則還在談判中。指揮官路德維希·馮·羅伊特害怕英方扣押船隻、或德方談判破裂導致舰队落入协约国手中，因此決定鑿沉艦隊。
英國護衛艦搶救了部份船艦，但74艘中有52艘沉入海底。其中包含10艘战列舰與5艘战列巡洋舰。沉没军舰吨位为被扣押舰队总吨位的95%。大部分的沈船花了大約二十多年才成功打撈並報廢。部份沈船則變成休閒潛水勝地或用於低背景鋼。

## 背景
康邊停戰協定簽於1918年11月21日。協約國們一致同意德國U潛艇必須投降且不可返艦，但針對其他水面船艦則沒有共識；美軍提議將船艦扣押至中立港口、並在當地等候最終裁決。但是與美軍接觸的挪威和西班牙拒絕這項提議。海軍上將羅斯林·威姆斯則提議把船艦連同期骨幹人員扣押至斯卡帕灣、並由英軍大艦隊監管之。

## 艦隊投降

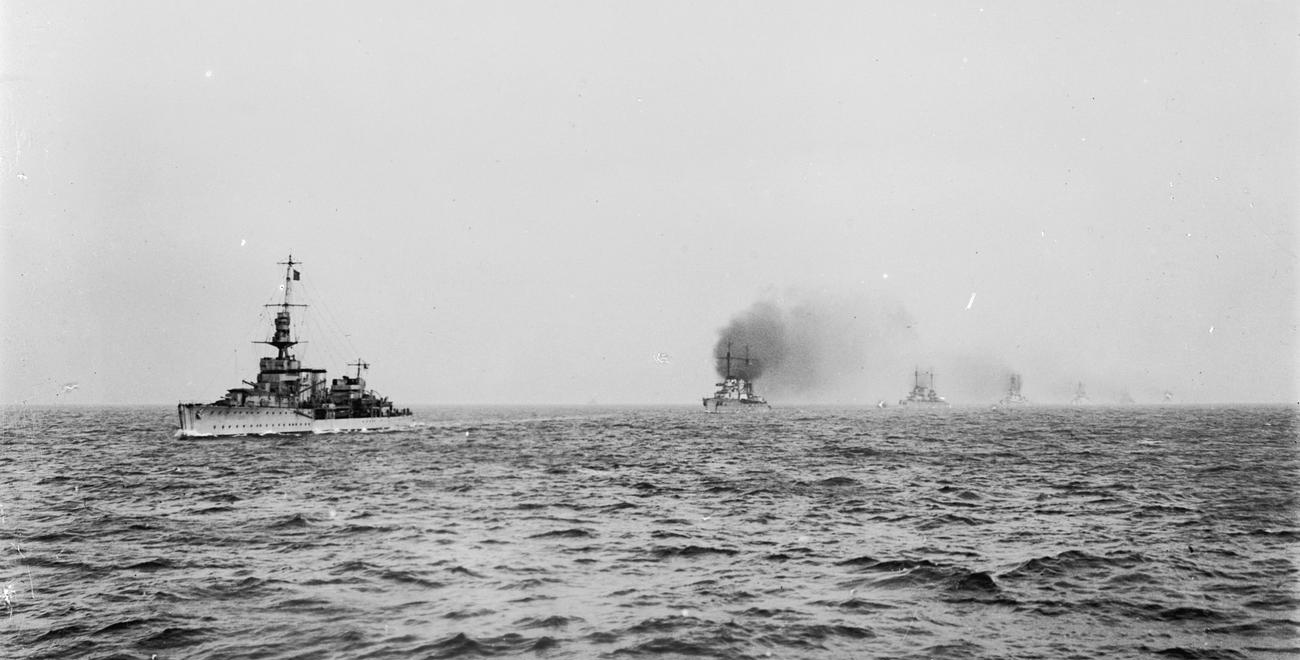
加的夫號輕巡洋艦於福斯灣領隊

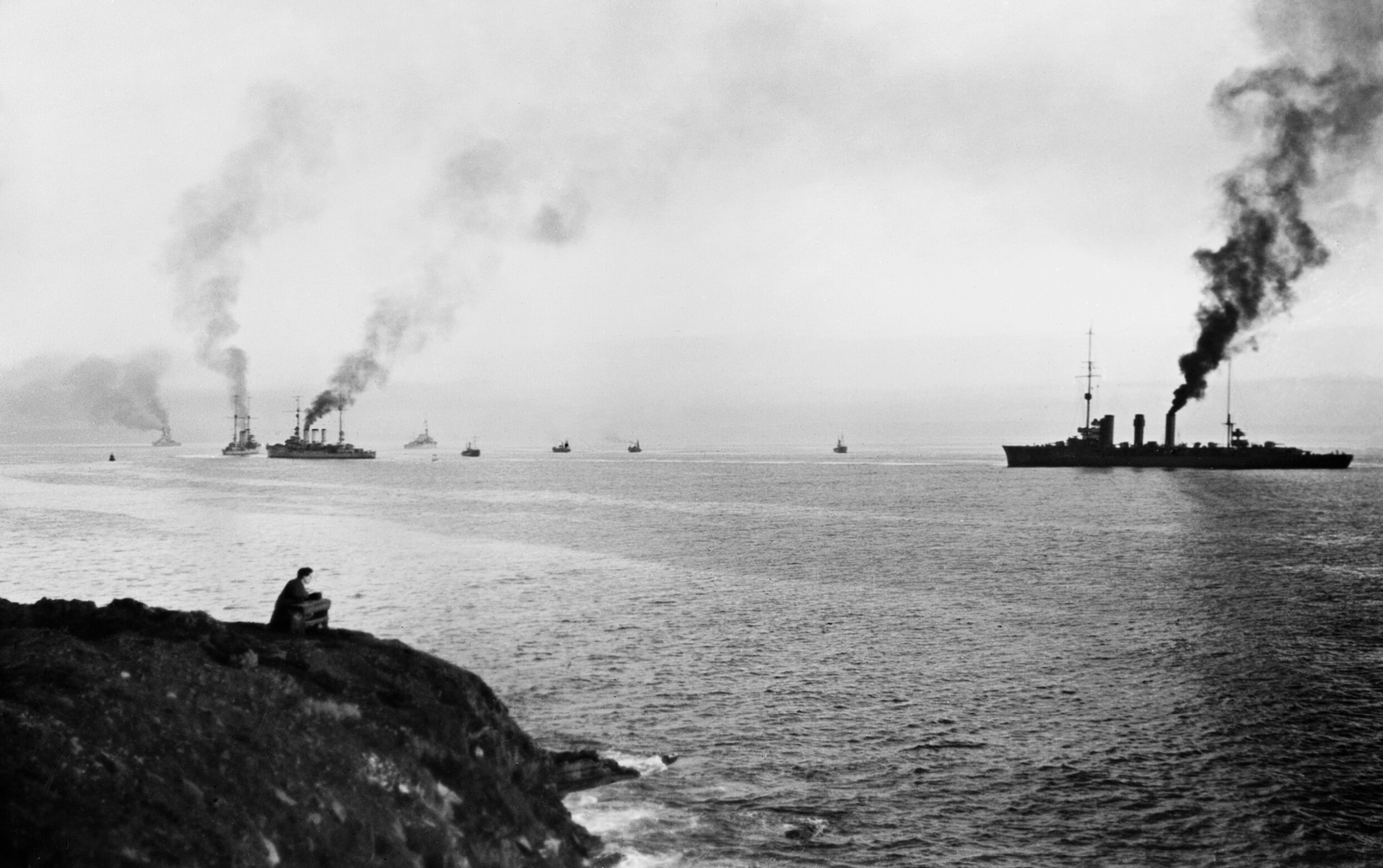
埃姆登號、法蘭克福號、牛虻號前往斯卡帕灣

協定簽署後，U潛艇首先投降、並於1918年11月20日抵達哈里奇、並移交176艘。希佩爾拒絕率領水面艦隊投降，並將任務交給羅伊特少將。艦隊最後在11月21日清晨與加的夫號輕巡洋艦相遇、隨後與大艦隊等其他約370多艘協約國軍艦會合。會合當時德軍有70艘軍艦，但國王號戰艦與德勒斯登小巡洋艦的引擎出了問題、而被拋在後面；驅逐艦SMS V30則在航行途中誤觸水雷而沉沒。
德軍艦隊被護送到福斯灣並在當地下錨。貝蒂上將則再要求德軍簽署：
今天日落後，德軍軍艦必須降下德國旗幟，未經允許不得升起。 
艦隊隨後在25日到27日間，移動至斯卡帕灣。驅逐艇前往Gutter Sound、戰艦和巡洋艦則停在卡瓦島上。最後港口扣押了74艘軍艦：國王號和德勒斯登號在接替V30的SMS V129幫助下，於12月6日抵達。最後一艘抵達斯卡帕灣的軍艦，是1919年1月9日抵達的巴登號戰艦。
扣押艦隊起初是由威廉·帕根漢中將、亨利·奥利弗少將和羅傑·凱斯少將指揮的戰列巡洋艦部隊（後降為、戰鬥巡洋艦分遣艦隊）看守。1919年5月1日，亞瑟·萊維森中將率領大西洋艦隊的第二戰列艦分隊接管看守任務。5月18日，改由西尼·弗里曼特爾中將指揮的第一戰艦分艦隊看守。

## 扣留期間

1919年3月25日，斯卡帕灣的船艦配置

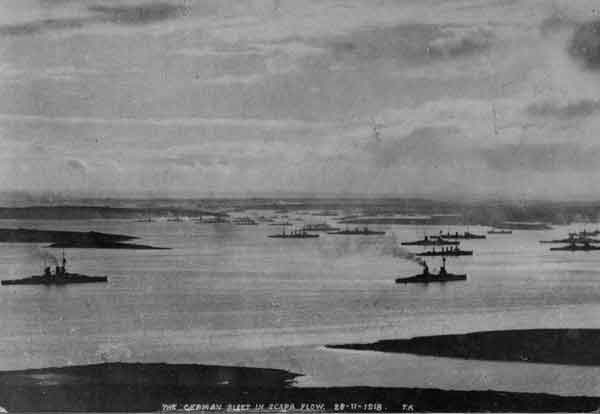
1918年11月，於斯卡帕灣停留的艦隊

1919年，拟定凡尔赛和约的谈判并不顺利，英国政府最后向德国下达最后通牒，要求6月21日中午之前德国政府必须全盘接受和约条款，否则协约国将对德国政府发动战争。德国政府已决定接受和约条款，但是在斯卡帕湾的德国舰队军官们看到当地英国报纸报道“停战谈判濒临破裂”、“可能恢复军事敌对”時，以为双方谈判已经破裂，为防止舰队落入协约国手中，便開始预谋凿沉军舰。

## 鑿沉艦隊
1919年6月21日，英国舰队离开斯卡帕湾出海训练。當日10點整，旗舰埃姆登号小巡洋舰發送信号旗，要求艦隊準備待命。11时20分，埃姆登号发出的预先制定的信号旗—「致所有指揮官和魚雷艇艇長。第十一條。確認。實習中隊隊長。」。、並信號燈再度發出。所有的德艦則重新掛上了被禁用的德國海軍軍旗。12點16分，「腓特烈大帝號」首先自左舷進水，而後所有德艦都開始沉沒；此时駐守基地的英軍亂成一團，試圖阻止德國人自沉，還開槍射擊。最终包括「藩侯號」戰艦艦長舒曼少校等人共9位德國官兵被打死、16人負傷。整个自沉行动历时约6个小时。

## 船艦名单
| 舰名                       | 类型       | 命运        | 后续                               |
| -------------------------- | ---------- | ----------- | ---------------------------------- |
| 巴登号                     | 战列舰     | 搁浅        | 转交给英国控制，1921年作为靶舰击沉 |
| 巴伐利亚号                 | 战列舰     | 沉没于14:30 | 打捞于1933年9月                    |
| 大选帝侯号                 | 战列舰     | 沉没于12:16 | 打捞于1937年                       |
| 腓特烈大帝号               | 战列舰     | 沉没于13:30 | 打捞于1938年4月                    |
| 皇帝號                     | 战列舰     | 沉没于13:15 | 打捞于1929年3月                    |
| 女皇號                     | 战列舰     | 沉没于14:00 | 打捞于1936年5月                    |
| 国王号                     | 战列舰     | 沉没于14:00 | 未打捞                             |
| 阿尔伯特国王号             | 战列舰     | 沉没于12:54 | 打捞于1935年7月                    |
| 王储号                     | 战列舰     | 沉没于13:15 | 未打捞                             |
| 边境总督号                 | 战列舰     | 沉没于16:45 | 未打捞                             |
| 卢伊特波尔德摄政王号战列舰 | 战列舰     | 沉没于13:15 | 打捞于1929年3月                    |
| 德弗林格尔号               | 战列巡洋舰 | 沉没于14:45 | 打捞于1939年8月                    |
| 兴登堡号                   | 战列巡洋舰 | 沉没于17:00 | 打捞于1930年7月                    |
| 毛奇号                     | 战列巡洋舰 | 沉没于13:10 | 打捞于1927年6月                    |
| 塞德利茨号                 | 战列巡洋舰 | 沉没于13:50 | 打捞于1929年11月                   |
| 冯·德·坦恩号               | 战列巡洋舰 | 沉没于14:15 | 打捞于1930年12月                   |
| 牛虻號                     | 巡洋舰     | 沉没于14:30 | 打捞于1929年11月                   |
| 麗蠅號                     | 巡洋舰     | 沉没于13:05 | 未打捞                             |
| 科隆號                     | 巡洋舰     | 沉没于13:50 | 未打捞                             |
| 德累斯顿号                 | 巡洋舰     | 沉没于13:50 | 未打捞                             |
| 埃姆登号                   | 巡洋舰     | 搁浅        | 转交给美国控制，1926年击沉         |
| 法兰克福号                 | 巡洋舰     | 搁浅        | 转交给美国控制，1921年作为靶舰击沉 |
| 卡尔斯鲁厄号               | 巡洋舰     | 沉没于15:50 | 未打捞                             |
| 纽伦堡号                   | 巡洋舰     | 搁浅        | 转交给英国控制，1922年作为靶舰击沉 |
| S32                        | 驱逐舰     | 沉没        | 打捞于1925年6月                    |
| S36                        | 驱逐舰     | 沉没        | 打捞于1925年4月                    |
| G38                        | 驱逐舰     | 沉没        | 打捞于1924年9月                    |
| G39                        | 驱逐舰     | 沉没        | 打捞于1925年7月                    |
| G40                        | 驱逐舰     | 沉没        | 打捞于1925年7月                    |
| V43                        | 驱逐舰     | 搁浅        | 转交给美国控制，1921年作为靶舰击沉 |
| V44                        | 驱逐舰     | 搁浅        | 转交给英国控制，1922年击沉         |
| V45                        | 驱逐舰     | 沉没        | 打捞于1922年                       |
| V46                        | 驱逐舰     | 搁浅        | 转交给法国控制，1924年击沉         |
| S49                        | 驱逐舰     | 沉没        | 打捞于1924年12月                   |
| S50                        | 驱逐舰     | 沉没        | 打捞于1924年10月                   |
| S51                        | 驱逐舰     | 搁浅        | 转交给英国控制，1922年击沉         |
| S52                        | 驱逐舰     | 沉没        | 打捞于1924年10月                   |
| S53                        | 驱逐舰     | 沉没        | 打捞于1924年8月                    |
| S54                        | 驱逐舰     | 沉没        | 部分打捞上岸                       |
| S55                        | 驱逐舰     | 沉没        | 打捞于1924年8月                    |
| S56                        | 驱逐舰     | 沉没        | 打捞于1925年6月                    |
| S60                        | 驱逐舰     | 搁浅        | 转交给日本控制，1922年击沉         |
| S65                        | 驱逐舰     | 沉没        | 打捞于1922年5月                    |
| V70                        | 驱逐舰     | 沉没        | 打捞于1924年8月                    |
| V73                        | 驱逐舰     | 搁浅        | 转交给英国控制，1922年击沉         |
| V78                        | 驱逐舰     | 沉没        | 打捞于1925年9月                    |
| V80                        | 驱逐舰     | 搁浅        | 转交给日本控制，1922年击沉         |
| V81                        | 驱逐舰     | 搁浅        | 在转交途中沉没                     |
| V82                        | 驱逐舰     | 搁浅        | 转交给英国控制，1922年击沉         |
| V83                        | 驱逐舰     | 沉没        | 打捞于1923年                       |
| V86                        | 驱逐舰     | 沉没        | 打捞于1925年7月                    |
| V89                        | 驱逐舰     | 沉没        | 打捞于1922年12月                   |
| V91                        | 驱逐舰     | 沉没        | 打捞于1924年9月                    |
| G92                        | 驱逐舰     | 搁浅        | 转交给英国控制，1922年击沉         |
| V100                       | 驱逐舰     | 搁浅        | 转交给法国控制，1921年击沉         |
| G101                       | 驱逐舰     | 沉没        | 打捞于1926年4月                    |
| G102                       | 驱逐舰     | 搁浅        | 转交给美国控制，1921年作为靶舰击沉 |
| G103                       | 驱逐舰     | 沉没        | 打捞于1925年9月                    |
| G104                       | 驱逐舰     | 沉没        | 打捞于1926年4月                    |
| B109                       | 驱逐舰     | 沉没        | 打捞于1926年3月                    |
| B110                       | 驱逐舰     | 沉没        | 打捞于1925年12月                   |
| B111                       | 驱逐舰     | 沉没        | 打捞于1926年3月                    |
| B112                       | 驱逐舰     | 沉没        | 打捞于1926年2月                    |
| V125                       | 驱逐舰     | 搁浅        | 转交给英国控制，1922年击沉         |
| V126                       | 驱逐舰     | 搁浅        | 转交给法国控制，1925年击沉         |
| V127                       | 驱逐舰     | 搁浅        | 转交给日本控制，1922年击沉         |
| V128                       | 驱逐舰     | 搁浅        | 转交给英国控制，1922年击沉         |
| V129                       | 驱逐舰     | 沉没        | 打捞于1925年8月                    |
| S131                       | 驱逐舰     | 沉没        | 打捞于1924年8月                    |
| S132                       | 驱逐舰     | 搁浅        | 转交到美国，沉没于1921年           |
| S136                       | 驱逐舰     | 沉没        | 打捞于1925年4月                    |
| S137                       | 驱逐舰     | 搁浅        | 转交给英国控制，1922年击沉         |
| S138                       | 驱逐舰     | 沉没        | 打捞于1925年5月                    |
| H145                       | 驱逐舰     | 沉没        | 打捞于1925年3月                    |

## 相似事件
第二次世界大战中纳粹德国被盟军击败。1945年的5月8日，德国向同盟国递交由海军元帅邓尼茨签署的无条件投降书，纳粹德国正式宣告投降。盟军通过广播要求所有在海上的德军潜艇浮出水面，并开到指定港口向盟军投降。德国海军潜艇部队水兵不顾不得破坏武器与自沉军舰的命令，先后有两百余艘德国海军潜艇在向盟军投降后又被自行凿沉。它們包括21艘II型潛艇、70艘VII型、5-6艘IX型、83艘XXI型、33艘XXIII型以及10艘XVII“瓦爾特”型潛艇，沉沒的潛艇中，新型潛艇佔了近60%的比例。

### 註解
1. ↑  十九世紀德國大學生社團都有各自的所謂「啤酒館行為守則」，後來各民間社團廣泛沿用流傳，其中最著名的是第十一條「繼續暢飲」，此行動暗號將「沒有節制地狂飲，彷彿要用啤酒把自己淹死」原意引申為「沈船」。
2. ↑   註:

### 引用
1. ↑  Simms, B. (2014). "Against a 'world of enemies': The impact of the First World War on the development of Hitler's ideology". International Affairs. 90(2): 317–336. doi:10.1111/1468-2346.12111
2. ↑  Butler, Daniel Allen. . Westport, Connecticut: Praeger Security International (Greenwood Publishing Group). 2006: 229. ISBN 0275990737.
3. 1 2 3 4  Massie. . : 778–788.
4. ↑  van der Vat. . : 135.
5. ↑  Marder.  V. : 270.
6. ↑  Massie. . : 783.
7. ↑  Marder.  V. : 273.
8. ↑  Marder.  V. : 280.
9. ↑  World War I Naval Combat. .   [2015-07-29]. （原始内容存档于2012-02-22）.

### 书目
- Butler, Daniel Allen. . Greenwood Publishing Group. 2006. ISBN 0-275-99073-7.
- Fine, John Christopher. . Naval Institute Press. 2004. ISBN 1-59114-275-X.
- Fremantle, Admiral Sir Sydney Robert. . Hutchinson & Co. (Publishers) Ltd. 1949.
- Marder, Arthur Jacob. . Volume V. London: Oxford University Press. 1970. ISBN 0-19-215187-8.
- Maritime and Coastguard Agency. . MCA Receiver of Wreck. mcga.gov.uk. 2007  [2008-08-11]. （原始内容存档于2010-04-17）.
- Massie, Robert K. . New York: Ballantine Books. 2004. ISBN 0-345-40878-0.
- Raeder, Grand Admiral Erich. . Annapolis, MD: United States Naval Institute. 1960.
- Von Reuter, Ludwig. . London: Hurst & Blackett Ltd.
- von Ruge, Friedrich. . East Berlin: Oldenburg. 1969 （德语）.
- Van der Vat, Dan. . London: Random House. 2000. ISBN 0-7126-6535-8.
- Van der Vat, Dan. . Edinburgh: Birlinn Ltd. 2007 [1987]. ISBN 978-1-84341-038-6.